# Aepeomys reigi
Aepeomys reigi là một loài động vật có vú trong họ Cricetidae, bộ Gặm nhấm. Loài này được Ochoa G., Aguilera, Pacheco, & Soriano mô tả năm 2001.